# Centistes clavipes
Centistes clavipes är en stekelart som först beskrevs av Christian Gottfried Daniel Nees von Esenbeck 1834.  Centistes clavipes ingår i släktet Centistes och familjen bracksteklar. Inga underarter finns listade.